# Rudolf Virchow
Rudolf Ludwig Karl Virchow (født 13. oktober 1821, død 5. september 1902) var en tysk læge, antropolog, historiker, patolog, biolog og politiker. Han var en pionér inden for patologien og bliver anset som værende grundlæggeren af socialmedicin. 
Han startede sin videnskabelige karriere med at studere tamkvæg ved det preussiske militærakademi i Berlin. og tog eksamen derfra i 1842. 
Han er mest kendt for arbejdet med celleteorien, hvor han fandt frem til at alle celler stammer fra andre celler, og ikke opstår ved spontan generation. Tidligere var den gængse opfattelse at organismer kunne opstå af ikke-levende materiale. For eksempel troede man at orm opstod på råddent kød af sig selv. Italieneren Francesco Redi modbeviste at dette ikke stemte, og via hans arbejde stammer udsagnet om at "alt levende kommer fra levende". 
Virchow var, til trods for sine mange vigtige bidrag til medicinen, en modstander af teorien om at bakterier kunne sprede sygdom. Hans kritik af Ignaz Semmelweis' argumenter for brugen af sæbe og hygiejne bevirkede, at det tog længere tid inden antiseptikken blev taget i anvendelse. 

## Udvalgte priser og udmærkelser
- 1892 – Copleymedaljen

 Dette afsnit eller denne liste er kun påbegyndt. Hvis du ved mere om emnet, kan du hjælpe Wikipedia ved at tilføje mere.